# Heinrich Hildebrand (Mediziner)
Heinrich Hildebrand (* 18. Juli 1866 in Rosenthal (Hessen); † 1. November 1940 in Marburg) war ein deutscher Rechtsmediziner.

## Leben
Nach dem Abitur studierte Hildebrand an der Philipps-Universität Marburg Medizin. Am 22. Oktober 1884 wurde er als vierter seiner Familie – nach Reinhard von Gehren und vor Georg Lucas – im Corps Hasso-Nassovia aktiv. Dreimal wurde er als Consenior ausgezeichnet. Er bestand 1889 das Staatsexamen und ging als Volontär an die Marburger Augenklinik und als Assistenzarzt an die Augenheilanstalt Hagen. Mit einer ophthalmologischen Arbeit wurde er 1891 in Marburg zum Dr. med. promoviert. Er ließ sich als praktischer Arzt in Marburg nieder. Er bestand 1894 das Physikatsexamen und wurde 1895 Kreiswundarzt in Marburg. 1897 ging er als Assistent in die Marburger Anatomie. Als Assistent der chirurgischen Abteilung kehrte er 1898 in die klinische Medizin zurück. Seit 1900 Sekundärarzt in der Inneren Medizin vom Allgemeinen Krankenhaus Eppendorf, wurde er 1901 Gerichtsphysikus in Hamburg. Im selben Jahr heiratete er Frieda Fürst aus Schäßburg, Siebenbürgen. Sie schenkte ihm zwei Töchter und einen Sohn. 1902 kehrte er als a.o. Professor für gerichtliche Medizin nach Marburg zurück. Er war Kreisarzt für Marburg und Kirchhain. Im Ersten Weltkrieg war er von 1914 bis 1917 Chefarzt des Reservelazaretts Marburg. 1922 wurde er als o. Professor und Direktor des Gerichtsärztlichen Instituts Marburg berufen. Ab 1929 leitete er die Schule für Medizinisch-technische Assistenten. 1934 wurde er im damals üblichen Ordinarienalter von 68 Jahren emeritiert. Im November 1933 unterzeichnete er das Bekenntnis der deutschen Professoren zu Adolf Hitler.
Von 1906 bis 1938 war er Vorsitzender des Vereins ehemaliger Angehöriger des Corps Hasso-Nassovia zu Marburg.

## Werke
- Gerichtliche Medizin. 1927.
- Gerichtliche Medizin. Ein Leitfaden für Studierende und praktische Arzte. 1932.

## Ehrungen
- Ehrenmitglied des Corps Hasso-Nassovia (1904)
- Roter Adlerorden 4. Klasse (20. September 1910)[8]
- Eisernes Kreuz am weißen Bande (21. September 1915)[8]
- Rote Kreuz-Medaille (Preußen) 3. Kl. (30. Juni 1917)[8]
- Geheimer Medizinalrat (1917)